# Effet Gerschenkron
L'effet Gerschenkron est un effet étudié par l'économiste américain Alexander Gerschenkron et qui démontre comment le changement de l'année de base ou du volume de référence d'un indice économique détermine le taux de croissance de cet indice.
Gerschenkron l'a élaboré à la suite de ses études nombreuses sur les statistiques de l'Union soviétique et leur manipulation.
Il est ainsi défini dans les publications de l'OCDE :
« The Gerschenkron effect can arise with aggregation methods that use either a reference price structure or a reference volume structure to compare countries. For methods employing a reference price structure, a country's share of total GDP (that is the total for the group of countries being compared) will rise as the reference price structure becomes less characteristic of its own price structure. For methods employing a reference volume structure, a country's share of total GDP will fall as the reference volume structure becomes less characteristic of its own volume structure. The Gerschenkron effect arises because of the negative correlation between prices and volumes. In other words, expenditure patterns change in response to changes in relative prices because consumers switch their expenditure towards relatively cheap products. »
«  L'effet Gerschrenkron se manifeste dans les méthodes qui agrègent les données en utilisant pour référence une unique structure de prix, ou une unique structure de volume, pour comparer deux pays. Plus les États diffèrent dans leur développement, plus le biais est important. En effet, les consommateurs d'un pays pauvre ne se tourneront pas vers les mêmes biens que les consommateurs des pays riches pour satisfaire des besoins similaires.  »
Il est un des biais connus des statisticiens dans les analyses comparatives, et en particulier dans les analyses de prix en parité de pouvoir d'achat.